# Hansel et Gretel (téléfilm, 1982)
Pour les articles homonymes, voir Hansel et Gretel (homonymie).
Pour plus de détails, voir Fiche technique et Distribution.
Hansel et Gretel (Hansel and Gretel) est un téléfilm fantastique réalisé par Tim Burton, diffusé en 1983 sur la chaîne américaine Disney Channel. Il est inspiré du conte allemand Hansel et Gretel. La version la plus célèbre de ce conte est celle des frères Grimm.
Ce court métrage de 45 minutes fut diffusé avec un autre court Vincent du même réalisateur. Cependant Hansel et Gretel n'est diffusé qu'une seule fois le 31 octobre 1983, à 22h30. Disney Channel ayant trouvé le programme trop dérangeant pour de jeunes enfants. Les seules autres fois où ce téléfilm a pu être aperçu étaient dans le cadre de la rétrospective Tim Burton au Musée d'Art Moderne de New York, et Tim Burton L'Exposition à la Cinémathèque Française de Paris.

## Synopsis
Hansel et Gretel sont les deux enfants d'un fabricant de jouets qui, après la mort de sa femme, s'est remarié à une horrible mégère. Cette dernière est d'ailleurs ignoble aussi bien avec le père qu'avec les enfants. Un soir, voyant qu'il n'y a pas assez de nourriture pour tout le monde dans la maison, elle décide de se débarrasser de Hansel et Gretel en les emmenant dans la forêt. Lors de la première tentative, les enfants arrivent à retrouver le chemin de leur maison grâce aux petits cailloux laissés derrière eux par Hansel. Cependant, la belle mère ayant constaté la ruse, elle décide de leur offrir un canard noir (en réalité maléfique) en bois pour aller jouer dans la forêt en prétendant que c'est un cadeau de leur père. Alors que Hansel pose les cailloux comme à son habitude pour retrouver le chemin, le canard les mange tous un par un empêchant les enfants de revenir sur leurs pas.
Après une nuit passée dans la forêt, Hansel et Gretel décident, le lendemain matin, de retrouver coûte que coûte le chemin vers leur maison. C'est alors que le canard noir se métamorphose en une sorte de soldat de bois leur indiquant une direction. Pensant que le jouet les ramène chez eux, les enfants décident de le suivre. C'est avec surprise qu'ils constatent que le canard-soldat de bois les conduit tout droit vers une étonnante maison entièrement faite en confiserie. C'est une étrange femme au teint pâle, toute vêtue de noir, au chapeau pointu et au nez crochu en sucre d'orge qui accueille les enfants en les invitant à rentrer prendre le goûter. Elle leur explique qu'ils peuvent manger tout ce qu'ils désirent ici car tout ce qui se trouve dans la maison est comestible..
La nuit arrivant, la vieille femme, qui s'avère être en réalité une méchante sorcière, propose à Hansel et Gretel de passer la nuit dans sa maison en attendant leur départ prévu pour le lendemain. C'est durant leur sommeil que la terrible femme capture les enfants. Gretel devient l'esclave de la sorcière tandis que Hansel prisonnier dans un lieu secret en sous sol est engraissé pour que la sorcière le mange. Voyant que ce dernier n'est toujours pas assez gros, la sorcière décide d'envoyer le Bonhomme en Pain d’Épice (le ''Gingerbread Man'' en version originale). Ce dernier à force de cris et de persuasion oblige Hansel à le manger. ''Encore une bouchée !'', ''Mange moi !'', ''Fini moi ! '' répète-t-il à plusieurs reprises.
Alors que la Sorcière s'impatiente et que Gretel est chargée d'allumer le grand four pour faire cuire son frère, les deux enfants réussissent à contrecarrer les plans de la Sorcière en se battant contre elle. Ils lui tendant finalement un piège en la faisant tomber dans le four. La sorcière vaincue et la maison détruite, Hansel et Gretel rencontrent un cygne en bois magique qui les conduit tout droit chez leur père. Ce dernier fou de joie de les retrouver leur annonce que leur marâtre a mystérieusement disparu et qu'il pourront vivre heureux ensemble comme avant. À ces mots une pluie de pièces d'or (le trésor de la Sorcière) sort du bec du cygne.

## Fiche technique
- Titre original : Hansel and Gretel
- Titre français : Hansel et Gretel
- Réalisation : Tim Burton
- Scénario : Julie Hickson, d'après le conte allemand Hansel et Gretel des frères Grimm
- Marionnettistes : Joe Ranft,
- Direction artistique : Tim Burton
- Décors : Clark Hunter
- Photographie : Victor Abdalov
- Montage : Paul Dougherty, Christopher Roth et R. Michael Stringer
- Musique : Johnny Costa
- Production : Rick Heinrichs ; Julie Hickson (déléguée)
- Société de production : Burton and Heinrichs Productions
- Société de distribution : Disney Channel Television
- Pays d'origine :  États-Unis
- Langue originale : anglais
- Format : couleur
- Genre: fantastique
- Durée : 45 minutes
- Dates de diffusion : 
  - États-Unis : 31 octobre 1983 sur Disney Channel[1]

## Distribution
- Michael Yama : la belle mère / la sorcière
- Jim Ishida : le père
- Andy Lee : Hansel
- Alison Hong : Gretel
- David Koenigsberg : Dan, le Bonhomme en Pain d’Épice (voix)
- Vincent Price : l'animateur

## Production
Hansel et Gretel est la deuxième collaboration entre Disney et Tim Burton, le téléfilm ayant été tourné après le court métrage Vincent et avant le court métrage live-action Frankenweenie. Tourné pour seulement 116,000$ en pellicule 16mm, Hansel et Gretel est un film live-action (avec de vrais acteurs), à l'origine prévu en animation image par image (stop motion) à la manière de Vincent. Il met en vedette une troupe d'acteurs exclusivement asiatiques (japonais) ce qui était pas tout à fait la norme pour Disney à l'époque ainsi que des combats de kung fu (même si le kung-fu est à la base chinois), Tim Burton étant obsédé par la culture japonaise au moment de la production.
Le style-design et les nuances des couleurs utilisées rendent hommage aux films de Godzilla et plus généralement de réalisation asiatique. Les effets spéciaux du film sont discrets et peu nombreux (projection frontale ou perspective forcée) bien que de l'animation image par image soit utilisée à plusieurs reprises. Contrairement à de nombreuses créatures animées image par image dans les films de Tim Burton et vraisemblablement pour des questions de gain de temps et d'argent sur les effets spéciaux, le Bonhomme en Pain d’Épice est essentiellement une marionnette probablement manipulée avec la main d'un opérateur.

## Accueil

### Diffusions
Hansel et Gretel est diffusé le 31 octobre 1983 sur la chaîne Disney Channel, à 22h30 durant la nuit d'Halloween, les responsables ayant trouvé le programme beaucoup trop dérangeant pour de jeunes enfants[réf. nécessaire].
Depuis cette diffusion, il est considéré comme une perle rare par la communauté burtonienne. Pendant des années, certaines rumeurs annonçaient Hansel et Gretel comme un film perdu, ou même n'ayant jamais jamais existé.
Les seules autres fois où ce téléfilm a pu être aperçu avant 2014 étaient dans le cadre de la rétrospective itinérante Tim Burton (22 novembre 2009 au 26 avril 2010) au Musée d'Art Moderne de New York, et Tim Burton L'Exposition à la Cinémathèque Française de Paris où l'exposition a pris fin en août 2012.
C'est cependant en juin 2014, qu'une copie de Hansel et Gretel est apparue dans son intégralité en ligne (sur la plateforme de vidéo YouTube). Il ne s'agit cependant pas de la copie visible lors des expositions itinérantes. La copie provenant d'un enregistrement VHS de faible qualité serait un des seuls enregistrements du programme original de Disney Channel pour la nuit d'Halloween de 1983.
Une éventuelle restauration du film ou édition sur support DVD / Blu-ray n'a pour l'instant jamais été évoquée.